# Еволуционизам
Еволуционизам је доктрина о настанку живих врста, али и духовних, друштвених и културних производа и институција путем закона еволуције.